# Robert Harris (schrijver)
Robert Dennis Harris (Nottingham, Verenigd Koninkrijk, 1957) is een Brits schrijver en voormalig journalist. 

## Levensloop
Na een studie aan de Universiteit van Cambridge werd hij journalist bij de BBC, politiek redacteur van The Observer en columnist bij The Sunday Times en Daily Telegraph. In 2003 werd Robert Harris uitgeroepen tot columnist van het jaar tijdens The British Press Awards. Hij woont in Berkshire, is getrouwd en heeft drie kinderen.
Hij schreef naast de bestsellers Fatherland (1992) (NL: Vaderland), Enigma (1995), Archangel (1998), Pompeii (2004) en Imperium (2006) een vijftal non-fictie boeken waaronder Selling Hitler (1992) over de vermeende dagboeken van Hitler. Van Fatherland is in 1994 een tv-film gemaakt met Rutger Hauer als Kripo-rechercheur March. Enigma werd in 2001 verfilmd  door Michael Apted met Kate Winslet en Dougray Scott. Zijn roman Conclave werd in 2024 verfilmd door Edward Berger met Ralph Fiennes en Stanley Tucci in de hoofdrollen. 
In 2005 maakte de BBC een tweedelige tv-verfilming van "Archangel" met Daniel Craig en de Russische Ekaterina Rednikova in de hoofdrollen.

### Fictie
- Fatherland (1992) - Nederlands: Vaderland (2012) - verfilmd als Fatherland (1994)
- Enigma (1995) - Nederlands: Enigma (1996) - verfilmd als Enigma (2001)
- Archangel (1998) - Nederlands: Archangel (1999) - verfilmd als Archangel (2005)
- Pompeii (2003) - Nederlands: Pompeii (2004)
- The Ghost (2007) - Nederlands: Geest (2007) - verfilmd als The Ghost Writer (2010)
- The Fear Index (2011) - Nederlands: De angst-index (2011)
- An Officer and a Spy (2013) - Nederlands: De officier (2014)
- Conclave (2016) - Nederlands: Conclaaf (2016) - verfilmd als Conclave (2024)
- Munich (2017) - Nederlands: München 1938 (2017)
- The Second Sleep (2019) - Nederlands: De tweede slaap (2019)
- V2 (2020)
- Act of oblivion (2022) - Nederlands: Regicide (2022)
- Precipice (2024) - Nederlands: Afgrond (2024)

##### Cicero-trilogie
- Imperium (2006) - Nederlands: Imperium (2006)
- Lustrum (2009) - Nederlands: Lustrum (2009)
- Dictator (2015) - Nederlands: Dictator (2015)

### Non-fictie
- A Higher Form of Killing: Secret Story of Gas and Germ Warfare (1982)
- Gotcha! The Government, the Media and the Falklands Crisis (1983)
- The Making of Neil Kinnock (1984)
- Selling Hitler: Story of the Hitler Diaries (1986)
- Good and Faithful Servant: Unauthorized Biography of Bernard Ingham (1990)

## Bestseller 60
| Boeken met noteringen in de Nederlandse Bestseller 60 | Jaar van verschijnen | Datum van binnenkomst | Hoogste positie | Aantal weken | Opmerkingen |
| ----------------------------------------------------- | -------------------- | --------------------- | --------------- | ------------ | ----------- |
| De officier                                           | 2014                 | 09-05-2014            | 8               | 19           |             |
| Conclaaf                                              | 2016                 | 26-10-2016            | 38              | 3            |             |
| München 1938                                          | 2017                 | 25-10-2017            | 32              | 3            |             |

## Prijs
- 2008 - Best novel van International Thriller Writers voor Geest

- Bibsys: 97001295
- Biblioteca Nacional de España: XX1169186
- Bibliothèque nationale de France: cb12251976s (data)
- Catàleg d'autoritats de noms i títols de Catalunya: 981058509717806706
- CiNii: DA03451968
- Gemeinsame Normdatei: 115765530
- International Standard Name Identifier: 0000 0001 1698 5746
- Library of Congress Control Number: n82065487
- Nationale Bibliotheek van Letland: 000023711
- MusicBrainz: 1f971017-51f1-4db0-9afd-c47d5ca1dc17
- Bibliotheek van het Japanse parlement: 00467974
- Nationale Bibliotheek van Tsjechië: jn20001005264
- Nationale bibliotheek van Australië: 36051905
- Nationale Bibliotheek van Israël: 987007310280105171
- Nationale Bibliotheek van Polen: a0000002909697
- Nationale en Universitaire bibliotheek Zagreb: 000347346
- Nederlandse Thesaurus van Auteursnamen: 06939444X
- Istituto Centrale per il Catalogo Unico: RAVV077504
- LIBRIS: 190099
- SNAC: w67s8qfg
- Système universitaire de documentation: 031272517
- Trove: 1202458
- Virtual International Authority File: 110431011
- WorldCat: E39PBJqw89vThbxHx6TC7vxxDq